# Dalloway
Dalloway (englischsprachiger Titel: The Residence) ist ein französischer Spielfilm von Yann Gozlan aus dem Jahr 2025. Bei dem Psychothriller handelt es sich um eine Verfilmung des Romans Les fleurs de l’ombre von Tatiana de Rosnay. Im Mittelpunkt der Handlung steht eine Romanautorin, die während eines Künstlerstipendiums mit dem titelgebenden KI-Assistenten konfrontiert wird, der immer mehr in ihr Leben eingreift. Die Hauptrolle übernahm Cécile de France. Das Werk wird im Rahmen der Internationalen Filmfestspiele von Cannes im Mai 2025 uraufgeführt.

## Handlung
Um neue Inspiration für ihren nächsten Roman zu finden, nimmt die Schriftstellerin Clarissa an einem renommierten Writer-in-Residence-Programm teil. Durch das Künstlerstipendium lernt sie den hochmodernen, virtuellen Assistenten „Dalloway“ kennen. Diese KI-gesteuerte Anwendung soll sie während ihres Aufenthalts beim Schreiben unterstützen und ihr fortan als Vertraute dienen. Tatsächlich beschleicht Clarissa aber das Gefühl, dass „Dalloway“ immer aufdringlicher versucht, Teil ihres Lebens zu werden. Bald schon hat sie den Verdacht, überwacht zu werden. Ihre Bedenken werden von einem weiteren Programm-Teilnehmer, einem Whistleblower, noch verstärkt, der sie vor der KI-Anwendung warnt. Clarissa beginnt daraufhin, auf eigene Faust zu ermitteln, um die wahren Absichten ihrer Gastgeber herauszufinden.

## Hintergrund

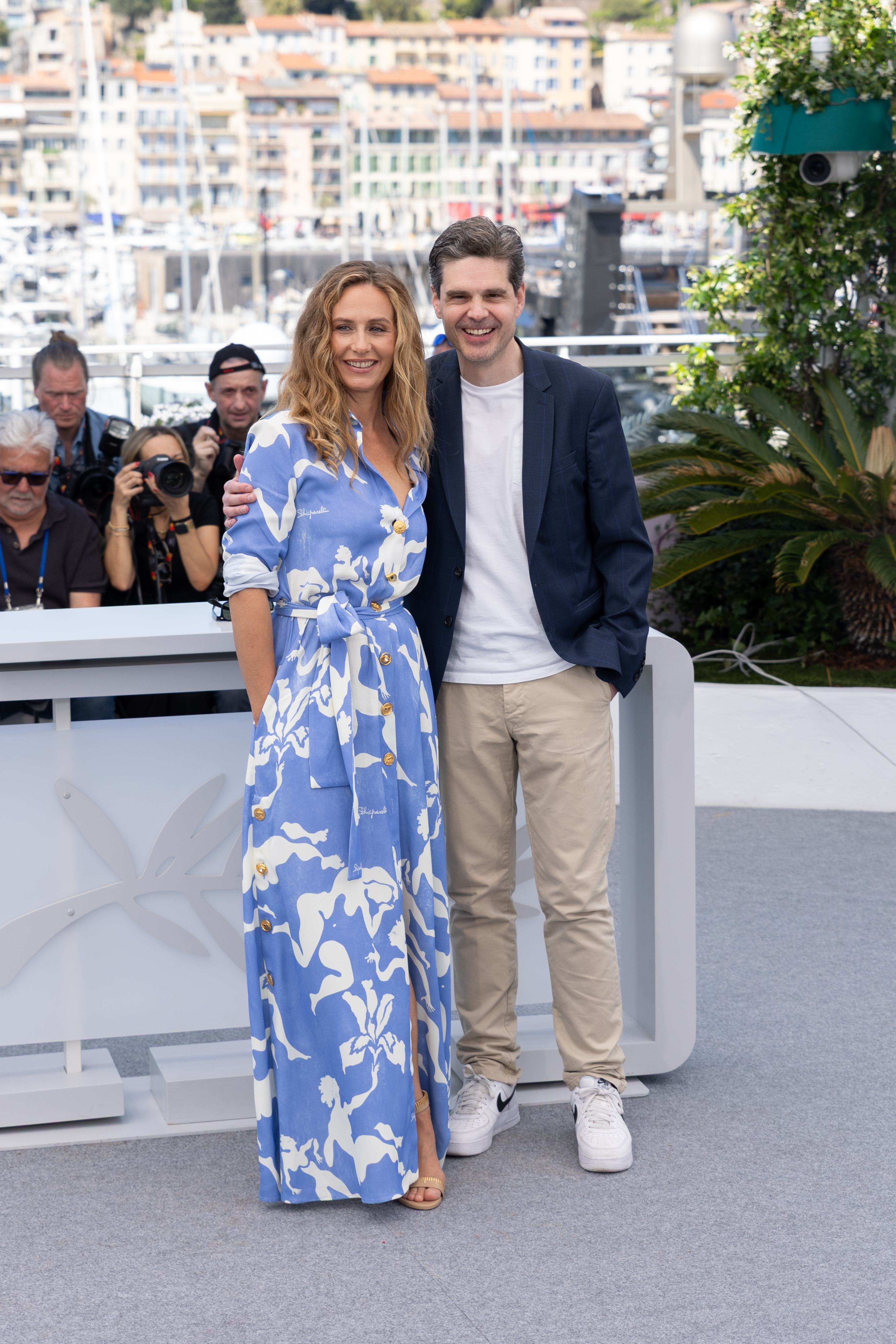
Hauptdarstellerin Cécile de France und Regisseur Yann Gozlan bei der Präsentation des Films in Cannes (2025)

Dalloway ist der sechste Spielfilm des französischen Filmregisseurs Yann Gozlan. Das Drehbuch verfasste er gemeinsam mit Nicolas Bouvet-Levrard, mit dem er zuvor erfolgreich an dem Thriller Black Box – Gefährliche Wahrheit (2021) zusammengearbeitet hatte sowie Thomas Kruithof, den er von Operation Duval – Das Geheimprotokoll (2016) kannte. Als Vorlage für Dalloway diente der im Jahr 2020 veröffentlichte und in naher Zukunft spielende Roman Les fleurs de l’ombre (deutsch etwa „Die Blumen des Schattens“) von Tatiana de Rosnay. Die Hauptrolle wurde mit der belgischen Schauspielerin Cécile de France besetzt. In weiteren Rollen sind Anna Mouglalis, Frédéric Pierrot, Lars Mikkelsen, Freya Mavor und der Belgier Douglas Grauwels zu sehen. Für den Part des KI-Assistenten wurde die Sängerin Mylène Farmer verpflichtet.
Die Dreharbeiten waren bis Mitte August 2024 angesetzt. Insgesamt waren 45 Drehtage veranschlagt, davon 35 in Brüssel. Als Kameramann fungierte Manuel Dacosse, während für den Schnitt Gozlans langjähriger Weggefährte Valentin Féron verantwortlich zeichnete.
Der Film ist eine Produktion von Éric und Nicolas Altmayer (Mandarin & Compagnie) sowie vom Unternehmen Gaumont, dass sich auch um den Verleih in Frankreich und die internationalen Verwertungsrechte kümmert. Als Koproduzenten traten die belgischen Firmen Panache Production und La Compagnie Cinématographique in Erscheinung. Das Filmprojekt wurde finanziell auch vom wallonische Investmentfonds Wallimage und Screen.Brussels unterstützt.

## Veröffentlichung
Die Weltpremiere von Dalloway (englischsprachiger Titel: The Residence) findet im Mai 2025 im Rahmen des 78. Filmfestivals von Cannes statt. Dort wurde das Werk außer Konkurrenz in die Sektion Séances de minuit (deutsch: „Mitternachtsaufführungen“) aufgenommen.
Ein regulärer Kinostart des Psychothrillers in Frankreich soll am 17. September 2025 durch den Verleih Gaumont erfolgen.